# Heermoes
Heermoes (Equisetum arvense) is een plant uit de paardenstaartenfamilie (Equisetaceae). De plant wordt ook wel 'roobol', 'akkerpaardenstaart', 'kattenstaart' of 'unjer' genoemd. Het is een maximaal 40 cm hoge vaste plant. 

## Beschrijving
In het voorjaar verschijnen er bladgroenloze stengels met sporenaren op de top. De infertiele stengels verschijnen daarna ongeveer twee weken later wanneer de fertiele stengels aan het verdorren zijn. De infertiele stengels hebben een holte die kleiner is dan de een derde van de doorsnede van de stengel. De zijtakken staan in kransen rondom de stengel, die ter plaatse voorzien is van een stengelschede met zes tot twaalf tanden. De in kransen staande bladeren bestaan uit kleine schubben, waarbij de bladscheden grotendeels met elkaar vergroeid zijn tot een stengelschede. Het eerste lid van de zijtakken is veel langer dan de bijbehorende stengelschede, dit in tegenstelling tot wat het geval is bij de lidrus. De stengel heeft maximaal zes ribben.

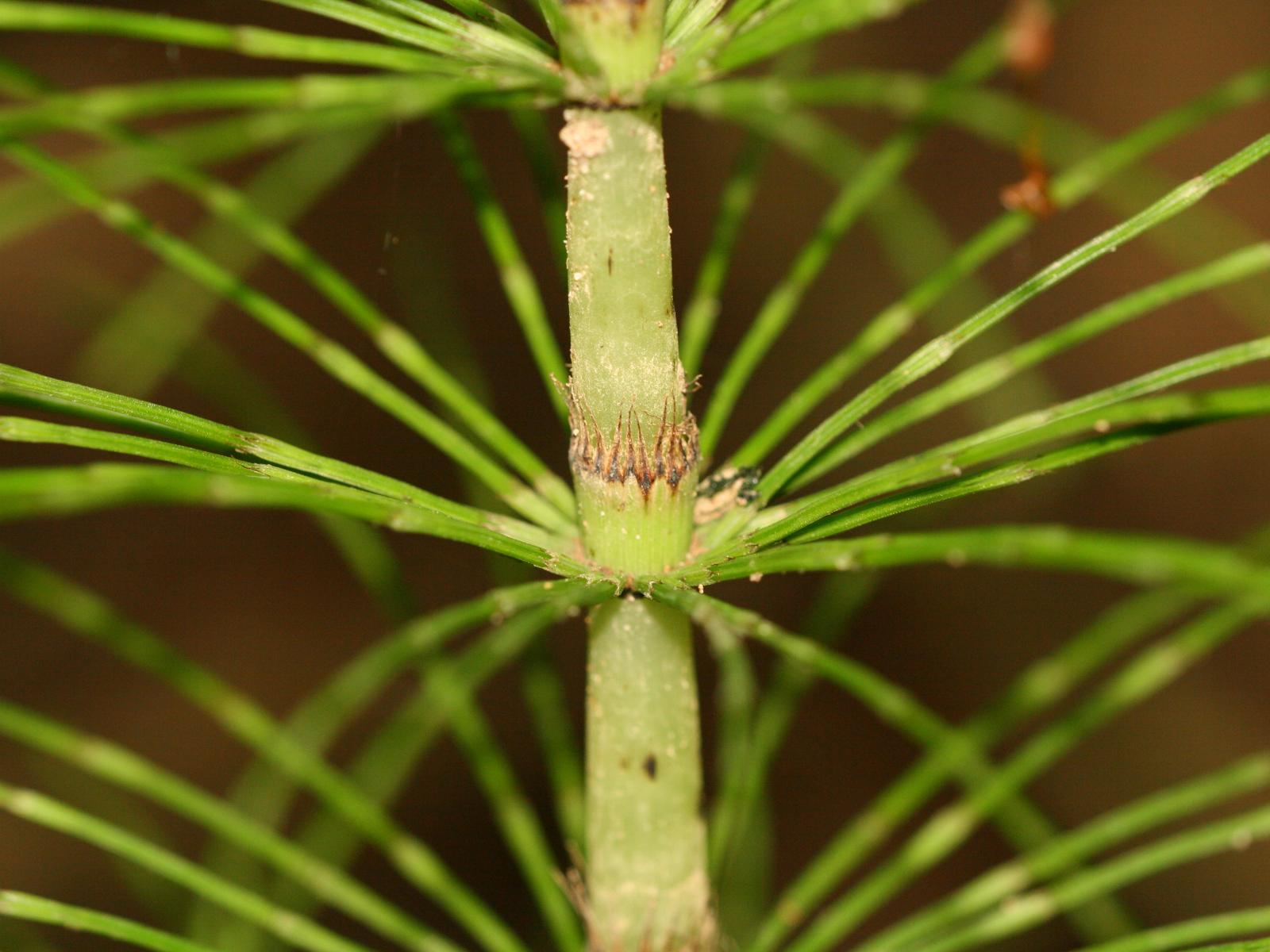
Stengel

## Verspreiding
De plant verspreidt zich via sporen die uitgroeien tot een prothallium of voorkiem, waarna de bevruchting kan plaatsvinden. Alleen op open grond lukte deze vorm van voortplanting. De soort maakt ook veel wortelstokken die diep de grond in gaan en horizontale vertakkingen vormen.
De soort komt in allerlei milieus voor. De prothallia kunnen alleen kiemen in open, vochtige en matig voedselrijke grond, maar de plant kan zich goed handhaven in andere milieus.
Heermoes is een kosmopoliet van de gematigde en koude streken van het noordelijk halfrond. Het is een lid van de groep planten die voor het verschijnen van moderne planten de aarde domineerde. Soortgenoten groeiden uit tot tientallen meters hoge 'bomen' die grotendeels de huidige steenkoollagen vormden. Tijdens het tijdperk van de dinosauriërs was deze plantengroep de meest voorkomende. De plant is een overlever en was de eerste die na de uitbarsting van de vulkaan Mount St. Helens weer vaste voet op de hellingen kreeg. Ook op industriële terreinen met zware vervuiling of uitgeputte en zwaar samengepakte grond is de plant vaak de eerste die komt of de laatste die verdwijnt.

## Giftigheid
Heermoes kan zijn groeiplaats domineren. Heermoes is voor bepaalde planten giftig. Grassen kunnen niet kiemen in de buurt van heermoes.
Heermoes (dat in veel graslanden groeit) kan giftig zijn voor paarden bij een dagelijkse inname in grote hoeveelheden. De symptomen zijn zenuwafwijkingen en een wankele achterhand. Ook kan de plant giftig zijn voor mensen.
Heermoes heeft ook eigenschappen die als gunstig worden beschouwd. De plant gedijt op afvalhopen bestaande uit slakken. De zware metalen zijn voor veel planten giftig, maar heermoes slaat ze op in het eigen weefsel, waardoor de plant meer zware metalen bevat dan de bodem. De plant wordt in de fytotherapie aangewend als alternatief geneesmiddel.

## Bestrijding
Heermoes is lastig te bestrijden. De wortelstokken groeien meters diep de grond in en vertakken zich daarnaast in het horizontale vlak sterk. Ze breken gemakkelijk en slaan tijdens de groei een voedingsvoorraad op. Bij schoffelen of ploegen worden de wortelstokken in kleine stukken gebroken die opnieuw zullen uitlopen. Daardoor is mechanisch of handmatig verwijderen vrijwel onmogelijk. De plant is resistent tegen veel chemicaliën. Deze eigenschappen zorgen ervoor dat de soort als een hardnekkig onkruid wordt beschouwd.

### Bemesting
De plant kan niet goed tegen dichte schaduw en dichte beplanting is dan ook een bruikbare manier om hem onder controle te houden. De plant groeit het best op vochtige, voedingsarme en zure gronden. Drainage, bemesting en toevoegen van kalk worden dan ook wel aangegeven om in specifieke omstandigheden de plant te verzwakken en onder controle te houden. Heermoes in de tuin geeft aan dat de bodem niet vruchtbaar is.

### Verdrukking
Door de Nederlandse Maatschappij ter bevordering van Nijverheid te Haarlem werd in 1836 een zilveren medaille toegekend aan de landbouwer Hendrik Jonk uit Wijdewormer. Deze had vanaf 1813 de heermoes op zijn pachtgrond bestreden met een landrol of wentel, getrokken door een paard. Door deze aanhoudende bewerking was de plant uiteindelijk verdwenen, en had hij een gezond grasland verkregen.
Geslacht: Equisetum

Soorten: ... · 
E. arvense (Heermoes) · 
E. bogotense · 
E. diffusum · 
E. fluviatile (Holpijp) · 
E. giganteum · 
E. hyemale (Schaafstro) · 
E. laevigatum · 
E. ×litorale (Bastaardpaardenstaart) · 
E. ×moorei (Vertakt schaafstro) · 
E. myriochaetum · 
E. palustre (Lidrus) · 
E. pratense · 
E. ramosissimum (Vertakte paardenstaart) · 
E. scirpoides · 
E. sylvaticum (Bospaardenstaart) · 
E. telmateia (Reuzenpaardenstaart) · 
E. ×trachyodon (Ruwe paardenstaart) · 
E. variegatum (Bonte paardenstaart) · 
...